# Atma bodha
Ātma-bodha(Sánscrito: आत्मबोधः) es un breve texto en sánscrito atribuido a Adi Shankara de la escuela Advaita de filosofía Hindú. El texto, en sesenta y ocho versos, describe el camino al autoconocimiento o la consciencia de Atman.
La tradición del Vedanta afirma que el texto fue escrito por Shankara para su discípulo, Sanandana, también conocido como Padmapāda.
Atmabodha es también el título de un Upanishad anexo al Atharvaveda.

## Etimología
Atmabodha significa "autoconocimiento", autoconsciencia, o uno con la "posesión de un conocimiento del alma o el espíritu supremo".

## Autoría
La autoría de Ātma-bodha, escrito en sánscrito, es tradicionalmente adscrito a Adi Shankara quien se cree que vivió en el siglo VIII d. C.. Incluso aunque la autenticidad de este trabajo es cuestionada por académicos en la actualidad, eso no contradice el sistema Advaita que defiende.
El texto original consta de sesenta y ocho versos y describe la manera de alcanzar el conocimiento del Atman. Como en Vivekachudamani, Shankara enseña que la Realidad Definitiva o Brahman, la base de todo, está más allá de nombre y forma, es de la naturaleza de Consciencia Pura, pero cuya comprensión puede alcanzarse siguiendo el Camino de Conocimiento, no por adoración.
 

Puesto que la Sabiduría del Ser es el único camino a la Liberación,
conduciendo más allá de todos los demás caminos,
Así como no se puede cocinar sin fuego,
tampoco la Liberación no se puede alcanzar sin la sabiduría.
Ātma-bōdha, 2

El texto Atmabodha reitera que el Camino de Conocimiento consiste en shravana (oyendo las instrucciones de un profesor), manana (reflexionando sobre lo oído) y nididhyasana (meditando sobre la Verdad con el enfoque de la devoción); viveka (discriminación filosófica) y vairagya (renunciación de todo aquello lo que es irreal), son las disciplinas básicas que hay que seguir, y que no es posible mediante acciones religiosas (Karma, ayuno, votos, peregrinación) para destruir ignorancia (avidya) y alcanzar la liberación (moksha)

अविरोधितया कर्म नाविद्यां विनिवर्तयेत् 
विद्याविद्या निहन्त्येव तेजस्तिमिरसङ्ववत् 

"Los trabajos religiosos no pueden destruir la ignorancia, puesto que no está en conflicto con la ignorancia. El conocimiento por sí solo, destruye la ignorancia, como la luz destruye la densa oscuridad."
Ātma-bodha 3

Shankara describe que el mundo y el alma individual es en su esencia Brahman, la Realidad Absoluta, con la naturaleza de Sat-chit-ananda, o verdad-consciencia-gozo. Brahman es el substrato en el que se proyecta por imaginación todas las cosas manifestadas del mundo; el Atman que todo lo penetra, ilumina la mente y los brillos de los sentidos en el intelecto (Buddhi), tal como el reflejo en un espejo. [cita requerida]

El yogui dotado de completa iluminación ve,
a través del ojo del Conocimiento,
el universo entero en su propio Ser,
considera todo como el Ser, y nada más.
Ātma-bōdha, 47

El Jivanmukta autosuficiente, según afirman los versos 49-51 de Atmabodha, está satisfecho con su estado de gozo derivado de Atman (alma, sí mismo), está libre de odio hacia cualquiera, busca unidad, está perfeccionado en paz, crece radiante, se alegra con lo que tiene, es el que "brilla interiormente, como una lámpara colocada dentro de un jarrón".

A través del estudio, la reflexión y la meditación,
Agotas tus vasanas, deseos y descubres tu verdadero Ser.
Es a través de tu propio esfuerzo como obtiene el conocimiento del Ser.
Y al descubrir tu Ser interior, experimentas el Brahman infinito y omnipresente.
Ātma-bōdha, 66-68

## Comentarios y traducciones
Nikhilananda afirma que la filosofía Védica no dualista (Advaita) de Shankara está basada en la divinidad del alma, la unidad de existencia, la Unicidad de lo Divino.
La primera traducción de Ātma-bodha a la lengua inglesa del sánscrito por J. Taylor fue publicada en 1812 y titulada - El Conocimiento de Espíritu. Más tarde, otra traducción realizada por el Rev. J. F. Kearns, con comentarios en inglés y titulado - Atma Bodha Prakashika, fue publicado en el número de mayo, 1876 de Indian Antiquary (páginas 125-133). Una traducción a la lengua inglesa y comentarios de 1944 por Swami Nikhilananda fue publicado en India en junio de 1947 por Sri Ramakrishna Math, Chennai. Ramana tradujo Ātma-bodha a Tamil en forma de verso forma. Chinmayananda Saraswati también ha escrito una traducción del mismo.